# Steropodon
Steropodon es un género extinto de mamíferos monotremas que cuenta con una sola especie, Steropodon galmani. Se trata de uno de los parientes más antiguos del ornitorrinco que se conocen, estando datado en el Albiense, durante el Cretáceo Inferior, aproximadamente hace 110 millones de años.
El único fósil disponible es un trozo de mandíbula opalizada con tres molares que fue hallada en Lighting Ridge, Nueva Gales del Sur.
Por el tamaño de sus molares, se deduce que alcanzaría los 40-50 cm. Si tenemos en cuenta además que lo normal en las medidas de los molares de un mamífero de esta época está entre 1-2 mm, los 6x3'5 que mide el de Steropodon, se deduce que se trataba de una especie de gran envergadura.
Como ocurre con otros platípodos, la existencia de un canal mandibular hace presumir la presencia de pico también en esta especie.

## Galería

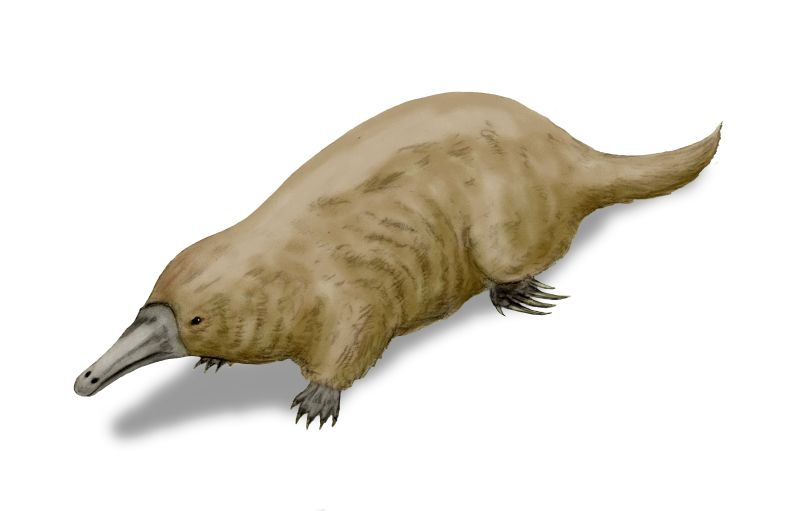
Recreación de un Steropodon.
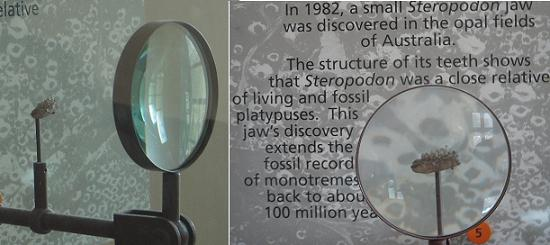
La mandíbula de Steropodon en exhibición en el Museo Americano de Historia Natural, en Nueva York.